# Somatogyrus amnicoloides
The Oachita pebblesnail, danh pháp hai phần †Somatogyrus amnicoloides, là một loài ốc nước ngọt cỡ nhỏ có nắp, là động vật thân mềm chân bụng sống dưới nước thuộc họ Hydrobiidae.
Đây là loài đặc hữu của Hoa Kỳ. Môi trường sống tự nhiên của chúng là sông ngòi. Nó đã tuyệt chủng.